# 海灣風雲
《海灣風雲》（日语：金門島にかける橋）是一部於1962年上映的日本電影，本片由臺灣中影公司與日活株式会社共同製作，電影以1958年的八二三砲戰為基礎背景。

## 劇情大綱
三年前，外科醫生武井一郎在東京的醫院裡全心投入治療從朝鮮戰線送來的傷者。有一天，一位身穿中國旗袍的女性從臺灣臺北市來到醫院，尋找她在戰事中受傷的戰地記者未婚夫。然而未婚夫已經過世。得知此事後，女性暈倒在地。武井為她進行了急救後趕往下一個手術，但由於誤診，他在手術的麻醉過程中不慎導致了患者的死亡。主任教授將其歸咎於青黴素過敏反應，自責的武井則向院長報告了真相，並提出了辭職。
那天晚上，武井再次遇到了那位女性。對方的名字為楊麗春。武井給予了傷心的楊麗春生活的力量，他帶著一顆武井贈送的珍珠，精神煥發地回到了臺北市。同時，辭去醫院工作的武井未能找到其他醫院的接納，他最終成為了一名船醫。
三年後，武井透過貨船「龍丸」抵達金門島。在中國共產黨炮火的轟擊中，他與楊麗春重逢。武井向楊麗春求婚，但楊的養父因為曾在戰爭中遭日軍炸傷，痛恨日本人，斷然拒絕武井的提親，並決定在雙十節於中山堂將養女許配給劉上尉。

## 演員
- 石原裕次郎 飾 武井一郎
- 二谷英明（日语：二谷英明） 飾 松阪與男
- 王莫愁（華欣） 飾 楊麗春
- 蘆川泉（日语：芦川いづみ） 飾 高木薰（かおる）
- 大坂志郎（日语：大坂志郎） 飾 王哲文
- 唐寶雲 飾 王美蘭
- 武家麒 飾 劉少尉
- 山內賢 飾 王小榮
- 三津田健（日语：三津田健） 飾 病院長
- 長尾敏之助 飾 代議士Ｂ
- 佐々木孝丸（日语：佐々木孝丸） 飾 病院經營者
- 相原大典 飾 東方大飯店經理
- 小泉鬱之助 飾 代議士Ａ
- 濱田寅彥 飾 主任教授
- 花村典昌 飾 新聞記者３
- 宮原德平 飾 新聞記者１
- 紀原土耕 飾 計程車司機
- 杉山元 飾 中國人男孩
- 進千賀子（日语：進千賀子） 飾 台北護士
- 星直美（日语：星ナオミ） 飾 幹事長的女兒
- 約瑟夫·布魯克斯（ジョセフ・Ｍ・ブルクス） 飾 喬瑟夫·M·布魯克斯
- 石崎克巳 飾 中國人男孩
- 李影 飾 張
- 李冠章 飾 賴
- 雷鳴 飾 漁民Ａ
- 王遜 飾 漁民Ｂ
- 高幸枝 飾 漁夫Ｂ
- 梁銳 飾 中國記者Ｄ
- 及福生 飾 中國記者Ｂ
- 魏瑤 飾 陳
- 羅興華 飾 台北機場事務員
- 潘潔 飾 龍山寺的老婆婆
- 趙群 飾 漁民Ｄ
- 劉瑛 飾 警察官

## 製作團隊
- 導演：松尾昭典（日语：松尾昭典）、潘壘
- 編劇：山崎巖（日语：山崎巌_(脚本家)）、江崎實生（日语：江崎実生）
- 音樂：黛敏郎
- 攝影：岩佐一泉
- 照明：藤林甲
- 錄音：沼倉範夫
- 美術：中村公彦
- 剪輯：辻井正則
- 助監督：千野皓司、葭原一雄
- 製作主任：銭谷功
- 特殊技術：金田啓治
- 策劃：曹士澂、陳長興
- 色彩計測：小栗準之助
- 靜物攝影：斎藤耕一
- 現像：東洋現像所
- 攝影助手：上田利男、仁村秀信、佐藤賢三郎
- 電飾：麻生正雄
- 宣傳：小松俊一
- 演員事務：坂本正

## 製作
1960年代初期，臺灣電影業剛起步，政府所屬的電影公司亦處於初創階段。當時中影債務沉重，財政困難，新任董事長蔡孟堅計劃朝企業化方向發展，並大力拓展製片工作。此點包括鎖定日本電影，通過全國性的放映系統以此推廣電影和廣播等媒介，而《海灣風雲》便是中影與日活的合作產物。該電影最初的中文標題暫定為《料羅灣風雲》《金門灣風雲》，後更改為現名，原始標題後則沿用為日版片名。
由於經費有限，整部電影的製作費用為36萬美元，中影和日活各自承擔一半，但中影實際僅支付2萬美元，其餘部分由三軍支援拍攝抵銷。電影於臺灣多處地標取景，包括野柳、臺北市三線路、台大醫院、台北植物園、中山堂、臺北車站，以及高雄市高雄車站、林園中門村鳳鼻頭等地。男主角由石原裕次郎擔任，女主角則是中影通過公開招考並經臺日雙方慎重挑選出的王莫愁擔任，當年他以華欣作為其藝名。
電影先於東京進行取景拍攝後，於1962年9月28日於臺灣開鏡，其拍攝獲得中華民國海軍陸戰隊贊助，包括於1962年10月拍攝高雄國慶閱兵大典鏡頭場景時，出動海軍官校鼓號樂隊和海軍士校兩大隊遊行部隊。拍攝過程經三次重拍完成。日活則派遣專家前往臺灣，並負責製作現場的爆破和煙幕，1962年10月3日，鑑於颱風戴娜（Dinah）過境，出海砲戰拍攝延至10月6日和7日。在演習總指揮指揮下，超過70艘LVT分5個舟波登陸，10月7日上午10時半，艦隊揚旗出海，航向金門料羅灣拍攝海上鏡頭。臺灣外景結束後，日活召開檢討座談會進行技術交流。
日本版於1962年11月上映，台灣版則在1963年8月上映。根據潘壘導演的紀錄，該片因未通過國防部政治作戰局審查而被暫停。
音樂部分，電影引用了部分歌曲如《Love Me Warm and Tender》、《思凡》、《告訴每顆小星星》、《Summer Time》，並在小冊上記載曲譜與歌詞。

### 結局差異
臺日兩個版本在結局上有所差異，源於當時社會風氣的考量。臺灣方面認為「女主角仰慕日本醫生」損害國軍軍心士氣，並要求重拍結局。由於日方不同意更改，最終妥協而出現兩個版本。在1963年3月的中影第七次董事會上，潘壘導演對結局進行修改，電影改名為《海灣風雲》並上映。而此事導致中影與日活再無合作。
日本公開版結局部分，則描繪因麗春受到共產黨軍的轟炸波及而去世，武井抱著麗春的遺體緩慢走向海岸。臺灣公開版結局則改為武井在轟炸去世，麗春對其死無動於衷，將武井送的珍珠扔向他的遺體後，與前線歸來的劉上尉結為伴侶。
此外在拍攝台灣版結局時，由於石原裕次郎的日程安排不合，中影的工作人員在士林的街道上發現了一位長相與石原相似的青年周三郎，於是讓這位青年代替石原裕次郎參與拍攝。

## 另見
同時期臺日合作電影
- 《秦·始皇帝》
- 《銀翼大決鬥》
- 《香港白薔薇（日语：香港の白い薔薇）》
- 《曼谷之夜》

### 註解
1. ↑  原名為「金門灣風雲」[1]，在上映前更改為現有名稱

### 來源
1. ↑  . 國立臺灣歷史博物館. 2024-01-12  [2024-07-21]. （原始内容存档于2024-07-26）.
2. ↑  . web.archive.org. 2016-04-22  [2024-07-21]. 原始内容存档于2016-04-22.
3. ↑  . WOWOW.   [2024-07-21]. （原始内容存档于2021-07-21） （ja-jp）.
4. ↑  . nippon.com. 2023-08-21  [2024-07-21]. （原始内容存档于2024-07-21） （日语）.
5. ↑  赤松美和子. . 日本: 大妻女子大學. 2017-06-22: 8–10.
6. ↑  中華民國文化部. . memory.culture.tw.   [2024-07-21]. （原始内容存档于2024-07-26） （中文（臺灣））.
7. ↑  中華民國文化部. . memory.culture.tw.   [2024-07-21]. （原始内容存档于2024-07-26） （中文（臺灣））.
8. ↑  中華民國文化部. . memory.culture.tw.   [2024-07-21] （中文（臺灣））.
9. ↑  中華民國文化部. . memory.culture.tw.   [2024-07-21]. （原始内容存档于2024-07-26） （中文（臺灣））.
10. ↑  中華民國文化部. . memory.culture.tw.   [2024-07-21]. （原始内容存档于2024-07-26） （中文（臺灣））.
11. ↑  金晟發冠軍磁磚 (dadanono458). . dadanono458.pixnet.net. 2021-02-03  [2024-07-21] （中文（臺灣））.
12. ↑  60砲 (a2928796). . a2928796.pixnet.net. 2012-06-12  [2024-07-21] （中文（臺灣））.
13. ↑  中央研究院數位文化中心. . 開放博物館.   [2024-07-21]. （原始内容存档于2024-07-26） （中文（臺灣））.
14. ↑  國家電影及視聽文化中心. . 開放博物館.   [2024-07-21]. （原始内容存档于2024-07-26） （中文（臺灣））.
15. ↑  中華民國文化部. . memory.culture.tw.   [2024-07-21]. （原始内容存档于2024-07-26） （中文（臺灣））.
16. ↑  中華民國文化部. . memory.culture.tw.   [2024-07-21]. （原始内容存档于2024-07-26） （中文（臺灣））.
17. ↑  宋雅姿. . 臺灣: 麥田出版. 2005-06-03.
18. ↑  國立臺灣歷史博物館. . 國立臺灣歷史博物館典藏網. 2023-01-12  [2024-07-21]. （原始内容存档于2024-07-26） （中文（臺灣））.
19. ↑  . 臺灣: 聯合報. 1963-06-15.
20. ↑  . 放映週報. 2019-06-30  [2024-07-21]. （原始内容存档于2023-06-12） （中文（繁體））.
21. ↑  . www.twreporter.org.   [2024-07-21]. （原始内容存档于2024-07-21） （中文（臺灣））.
22. ↑  宇業熒. . 臺灣: 中央電影事業股份有限公司. 2002-02: 87.
23. ↑  杜雲之. . 臺灣: 中華民國電影圖書館出版部. 1986-10: 405.
24. ↑  左桂芳. . 臺灣: 國家電影及視聽文化中心. 2014-05-11: 224. ISBN 9868445590.

## 外部連結
- 《海灣風雲》日活官方網站 （页面存档备份，存于）
- 《海灣風雲》在画DB （页面存档备份，存于）的資料